# Esteban Bigliardi
Esteban Bigliardi (Hurlingham, provincia de Buenos Aires; 29 de agosto de 1973) es un actor argentino.

## Filmografía

### Cine
| Año  | Título                              | Papel            | Dirección                        |
| ---- | ----------------------------------- | ---------------- | -------------------------------- |
| 2006 | A propósito de Buenos Aires         |                  | Manuel Ferrari y Alejo Franzetti |
| 2009 | Castro                              | Bruno            | Alejo Moguillansky               |
| 2009 | Todos mienten                       | Iván             | Matías Piñeiro                   |
| 2010 | Secuestro y muerte                  | Máximo           | Rafael Filippelli                |
| 2011 | La carrera del animal               |                  | Rodrigo Moreno                   |
| 2011 | Un mundo misterioso                 | Boris            | Nicolás Grosso                   |
| 2011 | El estudiante                       | Voz              | Santiago Mitre                   |
| 2012 | Villegas                            | Pipa             | Gonzalo Tobal                    |
| 2012 | Viola                               | Javier           | Matías Piñeiro                   |
| 2013 | Pensé que iba a haber fiesta        | Eduardo          | Victoria Galardi                 |
| 2014 | Réimon                              | Boris            | Rodrigo Moreno                   |
| 2014 | Jauja                               | Ángel Milkibar   | Lisandro Alonso                  |
| 2015 | Alma                                | Matón            | Diego Rougier                    |
| 2015 | Cómo funcionan casi todas las cosas | Sandro           | Fernando Salem                   |
| 2016 | El jugador                          | Dany «El Indio»  | Dan Gueller                      |
| 2016 | El aprendiz                         | Parodi           | Tomás De Leone                   |
| 2017 | Cetáceos                            | Martín           | Florencia Percia                 |
| 2017 | La cordillera                       | Iván             | Santiago Mitre                   |
| 2017 | El futuro que viene                 | Julián           | Constanza Novick                 |
| 2018 | La flor                             | Horst            | Mariano Llinás                   |
| 2018 | Respirar                            | Pablo            | Javier Palleiro                  |
| 2018 | Muere, monstruo, muere              | David            | Alejandro Fadel                  |
| 2018 | Familia sumergida                   | Nacho            | María Alché                      |
| 2019 | La fiesta silenciosa                | Daniel           | Diego Fried                      |
| 2019 | De nuevo otra vez                   | Javier           | Romina Paula                     |
| 2021 | La noche mágica                     | Juan Beckert     | Gastón Portal                    |
| 2021 | Causalidad                          | Gonzalo Bermúdez | WHO                              |
| 2021 | Bigli                               | Ariel            | Nicolás Tacconi                  |
| 2022 | El sistema Keops                    | Juan Pérez       | Nicolás Goldbart                 |
| 2023 | Los delincuentes                    | Román            | Rodrigo Moreno                   |
| 2023 | La sociedad de la nieve             | Javier Methol    | Juan Antonio Bayona              |
| 2023 | La práctica                         | Gustavo          | Martín Rejtman                   |
| 2024 | Sin salida                          | El policía       | WHO                              |
| 2025 | Mazel Tov                           | Ariel Rosemberg  | Adrián Suar                      |

### Televisión
| Año  | Título                             | Papel               | Notas                |
| ---- | ---------------------------------- | ------------------- | -------------------- |
| 2012 | 23 pares                           | Mariano Bosch       |                      |
| 2015 | Cromo                              | Pratto              |                      |
| 2015 | La casa                            | Jaime               | Episodio: «Criatura» |
| 2016 | Según Roxi                         | Cato                |                      |
| 2018 | Morir de amor                      | Juan Deseado Molina |                      |
| 2020 | Manual de supervivencia            | Esteban             |                      |
| 2022 | María Marta, el crimen del country | John Hurtig         |                      |
| 2025 | División Palermo                   | Claudio Navarro     |                      |